# Checoslovaquia en los Juegos Olímpicos de México 1968
Checoslovaquia estuvo representada en los Juegos Olímpicos de México 1968 por un total de 121 deportistas que compitieron en 14 deportes.  
El portador de la bandera en la ceremonia de apertura fue el jugador de voleibol Bohumil Golián.

## Medallistas
El equipo olímpico checoslovaco obtuvo las siguientes medallas:
| Nombre                                                                                                  | Deporte            | Competición                      |
| --- | ------------------ | -------------------------------- |
| Oro |                    |                                  |
| Miloslava Rezková                                                                                       | Atletismo          | Salto de altura F                |
| Věra Čáslavská                                                                                          | Gimnasia artística | Concurso completo ind. F         |
| Věra Čáslavská                                                                                          | Gimnasia artística | Suelo F                          |
| Věra Čáslavská                                                                                          | Gimnasia artística | Salto de potro F                 |
| Věra Čáslavská                                                                                          | Gimnasia artística | Barras asimétricas F             |
| Milena Duchková                                                                                         | Saltos             | Plataforma 10 m F                |
| Jan Kůrka                                                                                               | Tiro               | Rifle en posición tendida 50 m M |
| Plata                                                                                                   |                    |                                  |
| Věra Čáslavská                                                                                          | Gimnasia artística | Barra F                          |
| Věra Čáslavská Marianna Krajčírová Jana Kubičková Hana Lišková Bohumila Řimnáčová Miroslava Skleničková | Gimnasia artística | Concurso completo por eqs. F     |
| Bronce                                                                                                  |                    |                                  |
| Ludvík Daněk                                                                                            | Atletismo          | Disco M                          |
| Miroslav Zeman                                                                                          | Lucha grecorromana | 52 kg M                          |
| Petr Kment                                                                                              | Lucha grecorromana | +97 kg M                         |
| Equipo                                                                                                  | Voleibol           | Torneo M                         |